# NGC 5715
NGC 5715 (другие обозначения — OCL 929, ESO 176-SC2) — рассеянное скопление в созвездии Циркуль.
Этот объект входит в число перечисленных в оригинальной редакции «Нового общего каталога».